# Rudy Tomjanovich

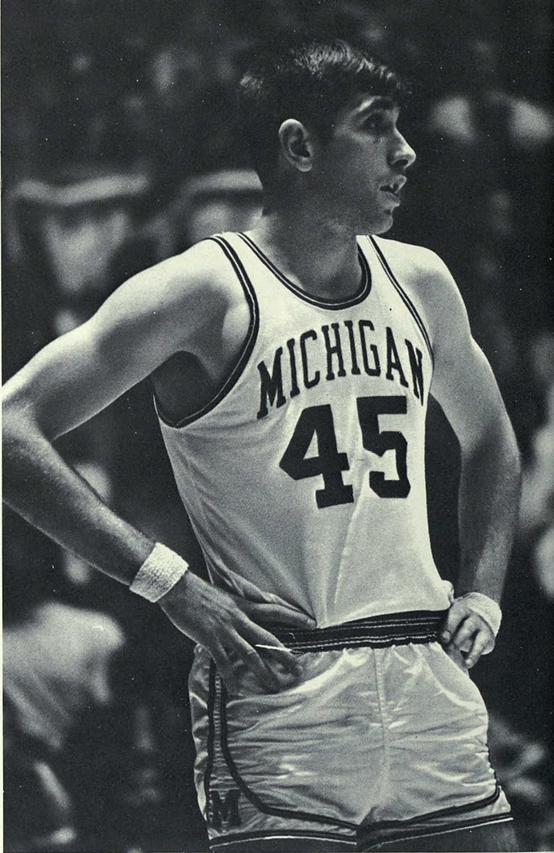
Imagem de Rudolph Tomjanovich.

Rudolph Tomjanovich, Jr. (nascido em 14 de novembro de 1948), apelidado de Rudy T, é um ex-jogador de basquetebol profissional e técnico. Ele atualmente é um observador do Los Angeles Lakers, da National Basketball Association (NBA).

## Carreira

### Jogador
Em sua carreira como jogador, Tomjanovich atuava como pivô e tinha 2.03 m e 98 kg. Vindo da Universidade de Michigan, foi adquirido durante o draft de 1970, pelo San Diego Rockets (hoje Houston Rockets). Durante os seus 12 anos de jogador, fez parte do time All-Star da NBA durante 5 vezes.
Jogava com a camisa #45, que após foi retirada pela equipe do Rockets e pela Universidade de Michigan. Foi envolvido no famoso incidente com Kermit Washington, onde levou um soco que o deixou de fora das quadras por 5 meses.

### Treinador
Após retirar-se do basquete como jogador, Tomjanovich resolveu ser técnico. Teve início como auxiliar em 1981 pelo Houston Rockets, onde ficou no cargo durante dois anos. Foi nomeado pela equipe como técnico interino em fevereiro de 1992, após Don Chaney pedir demissão.
Durante a sua primeira temporada como técnico, a de 1992-93, Tomjanovich guiou a equipe ao título da Divisão Central. Na temporada 1993-94 conquistou o primeiro título da NBA do Houston Rockets, em 1994-95 repetiu o feito. Ele deixou a equipe em 2003.
Em 1998, a Seleção Estadunidense de Basquetebol pediu para Rudy tornar-se técnico para a competição mundial da FIBA, onde a sua equipe terminou em 3º. Também treinou os EUA nos Jogos Olímpicos de Verão de 2000, em Sydney, onde foi campeão de forma invicta, com sequência 8-0. Em 15 de Fevereiro de 2006 foi nomeado diretor de observadores da seleção.
Em agosto de 2004, o Los Angeles Lakers convidou a Rudy para tornar-se técnico da equipe após a saída de Phil Jackson. Acabou saindo após dirigir o time durante 41 partidas, tendo sido designado que a saúde dele estava fraca, devido a um câncer na bexiga. Atualmente faz parte da comissão técnica dos Lakers como observador/consultor.

## Vida pessoal
Tomjanovich vive em Houston. Pelos seus problemas de saúde, ele é vegetariano, não consume álcool ou cafeína, e mora sozinho.

## Prêmios
- Treinador campeão da NBA: 1993-94, 1994-95
- Treinador vencedor pelos Estados Unidos da competição por basquete masculino nos Jogos Olímpicos de Verão de 2000
- 3º colocado pelos Estados Unidos da competição por basquete masculino FIBA World Championship de 1998
- Cinco vezes NBA All-Star: 1974, 1975, 1976, 1977, 1979
- NCAA All-American: 1970
- Líder de todos os tempos em rebotes da Universidade de Michigan. É também o segundo colocado da história em pontos marcados[1]
- Jogador a conseguir maior número de pontos e rebotes na Crisler Arena
- Em sua carreira na NBA, conseguiu a média de 17.4 pontos por jogo e 50.1% de aproveitamento de cestas.